# Gryphoceratops
Gryphoceratops is een geslacht van ornithischische dinosauriërs, behorend tot de groep van de Ceratopia, dat tijdens het late Krijt leefde in het gebied van het huidige Noord-Amerika.

## Vondst en naamgeving
De typesoort Gryphoceratops morrisoni is in 2011/2012 benoemd en beschreven door Michael Ryan, David Evans, Philip Currie, Caleb Brown en Donald Brinkman. De geslachtsnaam werd eind 2011 in een elektronische voorpublicatie eerst gegeven als Gryphognathus, afgeleid van het Oudgrieks γρυπός, grypos, "haak", en γνάθος, gnathos, "kaak". Wegens het gevaar van verwarring met de vis Griphognathus werd de naam voor de gedrukte publicatie begin 2012 veranderd in Gryphoceratops, afgeleid van κέρας, keras, "hoorn", en ὤψ, oops, "aangezicht". Aangezien alleen de in druk verschenen naam geldig is, blijft Gryphognathus een nomen nudum. De naam had eigenlijk "Grypoceratops" moeten luiden; de vorm grypho~ is een oude vergissing, mede beïnvloed door het misverstand dat het woord griffioen afgeleid zou zijn van een Grieks *gryphos, terwijl het in feite van γρύψ, gryps, komt. De soortaanduiding eert Ian Morrison, een technisch medewerker van het Royal Ontario Museum die het fossiel geprepareerd heeft.
Het holotype, ROM 56635, is in 1950 ten oosten van het Writing-on-Stone Provincial Park in Alberta, Canada, nabij de rivier de Black Coulee door Levi Sternberg gevonden in een laag van de Milk River Formation die dateert uit het Santonien, ongeveer 83 miljoen jaar oud. Het bestaat uit een gedeeltelijke rechteronderkaak van een volwassen individu.

## Beschrijving
Gryphoceratops is een zeer kleine dinosauriër met een lengte van nog geen meter. Hij is daarmee de kleinste ceratopiër die uit Noord-Amerika bekend is.
De beschrijvers wisten twee autapomorfieën vast stellen, unieke afgeleide eigenschappen. Het dentarium heeft op het midden van de lengte de grootste hoogte ten opzichte van de lengte van de tandrij die van enige leptoceratopide bekend is. De achterrand van het predentarium is golvend in zijaanzicht waarbij de onderste tak onder het hoogste punt van het dentarium eindigt in een rechte afkapping die haaks staat op de onderrand van de kaak.
Het stuk onderkaak is zo'n zeven centimeter lang. De oorspronkelijke lengte van het dentarium is geschat op negen centimeter. Middenin is het dentarium zesenveertig millimeter hoog. De vorm van de onderkaak is door beschadiging last vast te stellen. Hij lijkt echter zeer hoog waarbij de gekromde onderkant vermoedelijk naar voren toe schuin naar beneden loopt om relatief dicht bij het einde in een scherpe hoek in een misschien rechte lijn vrij steil naar de kaakpunt te rijzen. Zo ontstaat een scherpe en zeer diepe "kin". Dit is echter niet zeker. De beschrijvers gingen er ook van uit dat het coronoïde uitsteeksel achteraan het dentarium, naar voren kromde maar die kromming is in feite niet bewaard.
De tanden zijn niet bewaard maar men schat dat het bewaarde stuk kaak zeker tien tandkassen had met misschien nog een extra kas op een afgebroken gedeelte.

## Fylogenie
De beschrijvers plaatsten Gryphoceratops in de Leptoceratopidae. Het is daarmee de oudste bekende leptoceratopide. Volgens een exacte kladistische analyse vormde het daarin een klade samen met de gelijktijdig benoemde Unescoceratops, welke aftakking de zustergroep zou vormen van de Chinese Zhuchengceratops, die eenzelfde diepe onderkaak bezit.